# Delogozsdi
Delogozsdi (macedónul: Делогожди, albánul Dollogozhda) település Észak-Macedóniában, a Délnyugati körzetben, Sztruga községben.

## Népesség
| Lakosok száma | 1140 | 1280 | 1453 | 1717 | 2082 | 9    | 2229 | 2920 | 1714 |
|               | 1948 | 1953 | 1961 | 1971 | 1981 | 1991 | 1994 | 2002 | 2021 |

2002-ben 2920 lakosa volt, akik közül 2906 albán, 2 török, 1 szerb és 11 egyéb.